# Mărășești
Mărășești este un oraș în județul Vrancea, Moldova, România, format din localitățile componente Mărășești (reședința), Siretu și Tișița, și din satele Călimănești, Haret, Modruzeni și Pădureni.

## Geografie
Orașul se află în extremitatea de est a județului, la limita cu județul Galați, pe malul drept al râului Siret, care îl desparte de acesta, în zona unde Siretul primește apele râului Șușița și ale râului Zăbrăuți.

## Istorie
La sfârșitul secolului al XIX-lea, Mărășești era o comună rurală în plasa Șușița din județul Putna,  formată numai din satul de reședință, cu 1717 locuitori. În comuna Mărășești existau o biserică, o școală de băieți cu 55 de elevi, una de fete cu 13 eleve și un birou poștal și de telegraf. La acea vreme, pe teritoriul actual al orașului funcționa în aceeași plasă și comuna Pădureni, formată din satele Călimănești, Modruzeni și Pădureni, cu 903 locuitori. În comuna Pădureni existau o biserică și o școală mixtă cu 28 de elevi.
În timpul Primului Război Mondial, zona orașului a fost teatrul bătăliei de la Mărășești, una din puținele victorii strategice ale Antantei în anul 1917 pe Frontul de Est. Până în 1925, datorită rolului de nod feroviar, Mărășeștiul s-a dezvoltat și a fost promovat la rangul de comună urbană. Anuarul Socec din acel an consemnează o populație de 4100 de locuitori. Comuna Pădureni, aflată, ca și Mărășeștiul, în plasa Caregna a aceluiași județ Putna, avea atunci 1005 locuitori. În 1931, în comuna Pădureni era consemnat și satul Haret.
În 1950, orașul a trecut în administrarea raionului Panciu din regiunea Putna, apoi (după 1952) din regiunea Bârlad și (după 1956) din regiunea Galați. În 1968, orașul a fost transferat la județul Vrancea, iar comuna Pădureni a fost desființată, satele ei devenind localități componente ale orașului.

## Demografie
Componența etnică a orașului Mărășești
     Români (70,13%)
     Romi (16,69%)
     Alte etnii (0,07%)
     Necunoscută (13,12%)
Componența confesională a orașului Mărășești
     Ortodocși (77,78%)
     Creștini după evanghelie (5,9%)
     Penticostali (1,94%)
     Alte religii (0,94%)
     Necunoscută (13,44%)
Conform recensământului efectuat în 2021, populația orașului Mărășești se ridică la 11.314 locuitori, în creștere față de recensământul anterior din 2011, când fuseseră înregistrați 10.671 de locuitori. Majoritatea locuitorilor sunt români (70,13%), cu o minoritate de romi (16,69%), iar pentru 13,12% nu se cunoaște apartenența etnică. Din punct de vedere confesional, majoritatea locuitorilor sunt ortodocși (77,78%), cu minorități de creștini după evanghelie (5,9%) și penticostali (1,94%), iar pentru 13,44% nu se cunoaște apartenența confesională.
|  | Graficele sunt indisponibile din cauza unor probleme tehnice. Mai multe informații se găsesc la Phabricator și la wiki-ul MediaWiki. |

Date: Recensăminte sau birourile de statistică - grafică realizată de Wikipedia

## Economie
Conținutul bugetului de venituri și cheltuieli întocmit la nivelul primăriei reflectă totalitatea veniturilor încasate înscrise în buget, în valoare de 58.703.800 lei (bugetul unității administrativ-teritoriale întocmit pe anul 2004), totalitatea cheltuielilor efectuate (58.703.800 lei), precum și excedentul sau deficitul rezultat la încheierea anului bugetar.
Activitățile economice specifice orașului Mărășești sunt: „Complexul C.F.R. Mărășești”, compus din remiza de locomotive, regulator de circulație, revizie de vagoane are o rețea de căi ferate de 20 km, pe raza orașului Mărășești și stații C.F.R., respectiv: Mărășești, Pădureni, doaga și halta Călimănești, „S.C. SOMACO S.A. Doaga”, producerea și valorificarea betoanelor; Contractarea, derularea și comercializarea mărfurilor alimentare și nealimentare se face prin magazinele societăților comerciale cu profil organizate potrivit legii; „SC Rodesign SRL ”, producție de confecții;  „SC Dansan S.R.L”, producție de mobilier;  activități financiar-bancare în cadrul filialei C.E.C. și Cooperativei de Credit;  filială „B.R.D.”; „S.C.Marfhising SRL”, una dintre investițiile majore din ultimii ani, in valoare de peste 6.000.000 euro, proiect cofinanțat de Uniunea Europeana.S-a realizat o crescătorie de sturioni, o baza de agrement pentru pescuitul sportiv si petrecerea timpului liber.

### Social
- Căminul pentru persoane vârstnice O Nouă Șansa, funcționează cu o capacitate de 44 de locuri.
- Asociația Voluntariat Pentru Viata Mărășești -Programe pentru tineret și voluntari  finanțate de Uniunea Europeana Acreditată pentru Serviciul European de Voluntariat.

## Politică și administrație
Orașul Mărășești este administrat de un primar și un consiliu local compus din 17 consilieri. Primarul, Adrian Toderașc[*], de la Partidul Social Democrat, este în funcție din 1 noiembrie 2024. Începând cu alegerile locale din 2024, consiliul local are următoarea componență pe partide politice:
|  | Partid                          | Consilieri | Componența Consiliului | Componența Consiliului | Componența Consiliului | Componența Consiliului | Componența Consiliului | Componența Consiliului | Componența Consiliului |
|  | ------------------------------- | ---------- | ---------------------- | ---------------------- | ---------------------- | ---------------------- | ---------------------- | ---------------------- | ---------------------- |
|  | Partidul Social Democrat        | 7          |                        |                        |                        |                        |                        |                        |                        |
|  | Alianța pentru Unirea Românilor | 6          |                        |                        |                        |                        |                        |                        |                        |
|  | Partidul Național Liberal       | 3          |                        |                        |                        |                        |                        |                        |                        |
|  | Partidul Puterii Umaniste       | 1          |                        |                        |                        |                        |                        |                        |                        |

## Transport
Este traversat de șoseaua națională DN2, care leagă Focșaniul de Bacău, șosea din care la Tișița se ramifică DN24, care duce spre Tecuci, Bârlad, Vaslui și Iași, și DN2L care leagă Mărășeștiul spre vest de Panciu, Străoane, Răcoasa, Câmpuri, Soveja și Tulnici (unde se termină în DN2D). Șoseaua județeană DN205H se ramifică din DN2 la Padureni și duce spre nord la Pufești (unde se intersectează din nou cu DN2), și apoi spre vest la Păunești și spre sud la Movilița și Panciu. Șoselele județene DJ204I și DJ204E, ramificate din DN2, sunt de fapt drumuri de interes local ale orașului Mărășești.
Orașul este și un important nod feroviar, în gara Mărășești întâlnindu-se calea ferată București-Galați-Roman cu calea ferată Buzău-Mărășești.

## Educație
În oraș funcționează 3 grădinițe cu program normal. De asemenea, în oraș se regăsește Liceul Tehnologic "Eremia Grigorescu" Mărășești.

## Sănătate
Spitalul orășenesc deservește populația municipiului Mărășești.

## Sport
În oraș funcționează „Asociația Sportivă Mausoleul Mărășești”; echipa de fotbal a orașului Mărășești.

## Monumente istorice

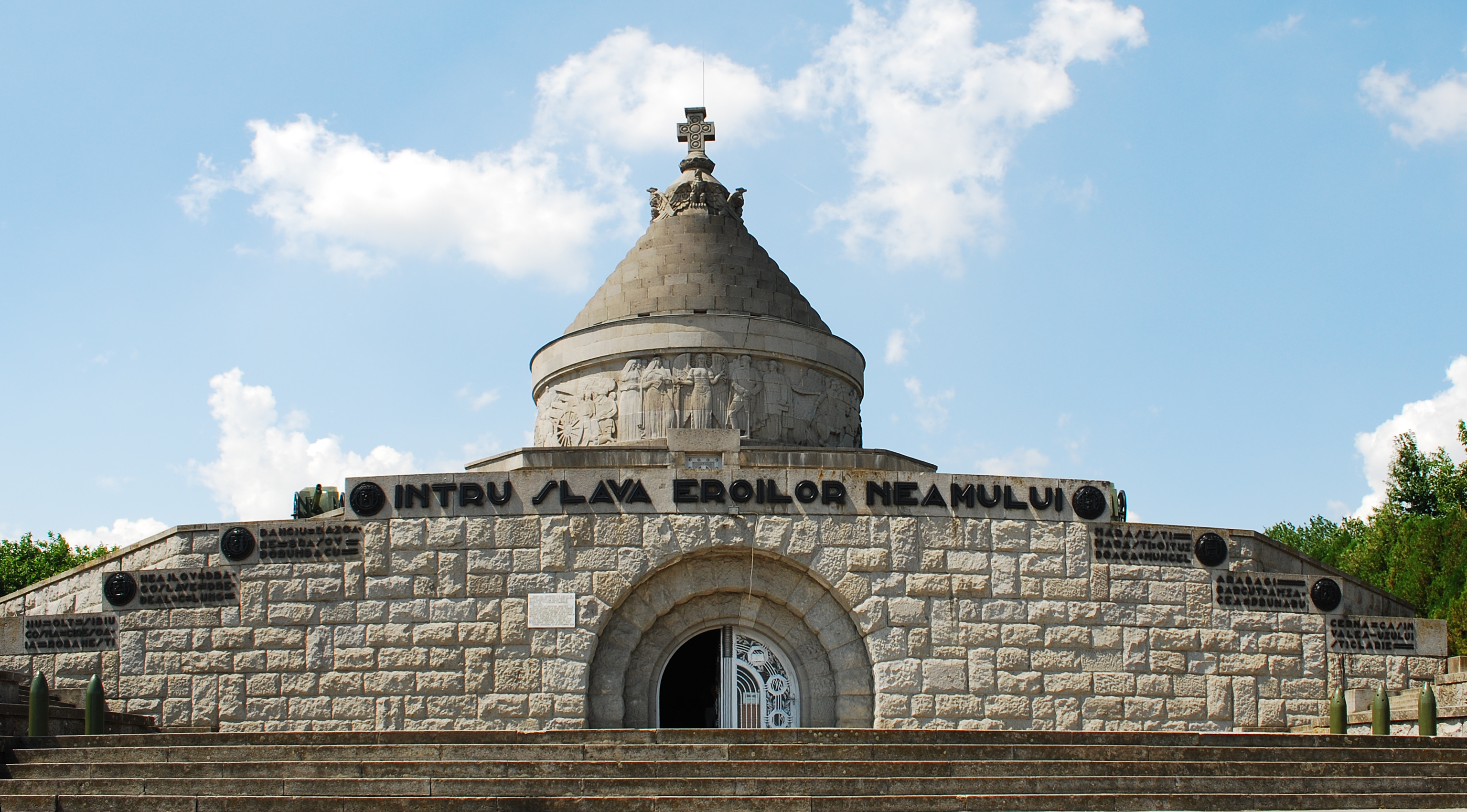
Mausoleul Eroilor din Primul Război Mondial, monument istoric memorial de interes național din orașul Mărășești.

În orașul Mărășești se găsește Mausoleul Eroilor din Primul Război Mondial, monument istoric memorial sau funerar de interes național, ridicat în perioada 1923–1938, și aflat la sud de orașul propriu-zis, pe șoseaua națională DN2 care duce către Focșani; precum și statuia Victoriei realizată de Oscar Han în 1934 și amplasată la km 282 pe DN2, în localitatea Tișița, monument istoric de for public de interes național.
În rest, în oraș există alte șase obiective incluse în lista monumentelor istorice din județul Vrancea ca monumente de interes local. Unul este situl arheologic de la Pădureni, aflat la km 209 pe DN2, sit ce cuprinde o așezare și o necropolă din Epoca Bronzului (cultura Monteoru), o așezare din perioada Halstatt și alta din perioada Latène (cultura carpică). Gara Mărășești (construită odată cu calea ferată București-Galați-Roman în preajma lui 1872) este clasificată ca monument de arhitectură. Două sunt monumente de for public — bustul lui Alexandru Ioan Cuza din parcul cu același nume (realizată în 1908) și monumentul eroilor Regimentului 10 Dorobanți (realizat în 1909) din curtea liceului. Alte două monumente sunt clasificate ca monumente memoriale sau funerare — bustul sublocotenentului Gabriel Pruncu (1927) din spatele gării și cimitirul ostașilor germani aflat pe drumul spre Panciu, în localitatea Tișița.

## Personalități
- Eremia Grigorescu (1863-1919), general al Armatei României din Primul Război Mondial, numit și „Eroul de la Mărășești”
- Ecaterina Teodoroiu (1894-1917), cercetașă și participantă la Primul Război Mondial, unde a murit la sfârșitul bătăliei de la Mărășești luptând în fruntea unui pluton de infanterie al Armatei Române
- Gabriel Pruncu (1896-1917), ofițer român, căzut eroic în luptele de la Mărășești
- Emanoil Petruț (1932-1983), actor român de teatru și film.
- Regele Milan I al Serbiei, (1854 - 1901), a fost născut la Mărășești;
- Maria Zaharia (1905 - 1917), copil-erou în Primul Război Mondial;
- Paul Sava (1922 - 1995), actor, regizor;
- Emanoil Petruț (1932 - 1983), actor;
- Elena Stoica (n. 1959), politician;
- Laurențiu-Daniel Marin (n. 1975), politician;
- Octavian Calota (n. 1984), baschetbalist.